# Törpeszalangána
A törpeszalangána (Collocalia troglodytes) a madarak osztályának a sarlósfecske-alakúak (Apodiformes) rendjébe és a sarlósfecskefélék (Apodidae) családjába tartozó faj.

## Rendszerezése
A fajt George Robert Gray angol ornitológus írta le 1845-ben.

## Előfordulása
Délkelet-Ázsiában, a Fülöp-szigetek területén honos. A természetes élőhelye szubtrópusi és trópusi síkvidéki esőerdők, édesvizű tavak közelében. Állandó, nem vonuló faj.

## Megjelenése
Testhossza 9 centiméter, testtömege 5,2 gramm.

## Természetvédelmi helyzete
Az elterjedési területe nagy, egyedszáma csökkenő, de még nem éri el a kritikus szintet. A Természetvédelmi Világszövetség Vörös listáján nem fenyegetett fajként szerepel.

## Külső hivatkozások
- Képek az interneten a fajról
- Xeno-canto.org - a faj hangja és elterjedési területe